# Evita (musikal)
Evita är en brittisk musikal av Andrew Lloyd Webber (musik) och Tim Rice (text) som handlar om Eva "Evita" Perón, argentinsk presidenthustru och företrädare för peronismen.

## Historia
Musikalen hade premiär som ett musikalbum 1976 där Julie Covington sjöng rollen som Evita. Covingtons inspelning av "Don't Cry For Me, Argentina" nådde första plats på den brittiska topplistan i februari 1977. Stor framgång hade också singeln "Another Suitcase in Another Hall".
Den 21 juni 1978 hade musikalen premiär på Prince Edward Theatre i London, och Elaine Paige spelade huvudrollen. Che Guevara spelades av popsångaren David Essex och Perón av Joss Ackland. 1979 hade musikalen premiär på Broadway med Patti LuPone i huvudrollen, Mandy Patinkin som Che och Bob Gunton som Perón. Båda föreställningarna regisserades av Harold Prince.
Snart fanns det även planer på en filmatisering. Bland de tänkta skådespelarna kan nämnas Barbra Streisand eller Liza Minnelli som Eva och Barry Gibb eller Barry Manilow som Che Guevara. Någon filmatisering blev dock inte av förrän 1996: Evita, med Madonna i huvudrollen. Filmen nominerades till fem Oscar och vann en för Bästa originalsång ("You Must Love Me").
Den sattes upp på Göteborgsoperan med premiär den 24 mars 2001, med Myrra Malmberg i titelrollen. Samma uppsättning flyttades sedan över till Cirkus med premiär den 13 september samma år. 

## Handling
Musikalen handlar om Juan Peróns väg till makten sett ur hans hustru Eva "Evita" Peróns perspektiv.
Akt 1
Historien börjar på en biograf i Buenos Aires 1952. Landets, av halva landet kanoniserade, presidenthustru är död. På lit de parade passerar 100 000-tals argentinare. Den synska, raljerande kommentatorn under föreställningen, Che, ifrågasätter hur det kunde bli som det blev. Hur kunde denna kvinna linda folket runt sitt ena finger? Och såg ingen vad som egentligen hände? (Sångnummer: Oh, what a Circus)
Klockan vrids tillbaka 18 år då Eva Duarte fortfarande bodde i den lilla staden Junin. Hon slår sig ihop med Augustin Magaldi som uppträder i den lilla byn. (Sångnummer: On this Night of a Thousand Stars). Han lovar ta med henne till Buenos Aires och gör så. (Sångnummer: Eva, Beware of the City och Buenos Aires).
Via ett antal män och idogt arbete så blir Eva en välkänd aktris. På en välgörenhetsgala träffar hon så Juan Peron. Tycke uppstår direkt (I'd be Surprisingly Good for You) och senare på kvällen hemma hos Peron körs den unga älskarinnan ut på Evas inrådan (Another Suitcase in Another Hall).
Aristokratin och militären är inte helt övertygad om att Eva är den rätta kvinnan för Peron och deklarerar sitt missnöje i 'Peron's Latest Flame'. Peron är tveksam till om han vill bli landets chef och tänker på hängmattor i Paraguay. Men Eva är fast besluten om vad som är bäst för henne... förlåt honom. Folket är ju på deras sida. (A new Argentina).
Akt 2
Peron har vunnit en jordskredsseger och är president! Han möter folket på balkongen på Casa Rosada. Folket vill även se Eva, eller Evita som hon nu vill bli kallad. (Don't cry for me Argentina).
Che fortsätter att vara den kritiska rösten och funderar över Evitas motiv. (High Flying, Adored). Eva gör sig klar för sin Europaturné (Rainbow High) och åker sedan dit med minst sagt blandat mottagande (Rainbow Tour).
Che vässar till kritiken till max i rock n' roll-numret And the Money Kept Rolling in.
Börjar Eva kanske tappa lite av det där fantastiska glansiga greppet hon har haft om landet? Che och Eva möts i Waltz for Eva and Che och förklarar och anklagar varandra. Diplomater, ministrar och militärer ifrågasätter Evas inverkan på landet inför presidenten (She is a diamond).
Peron börjar på allvar ge upp och sjunger om faror som lurar i skuggorna. Eva däremot är manisk och är, trots en sjuk och sargad kropp, fast beslutsam om att bli vicepresident - "två Perons ska dela landets tron" (Your Little Body's Slowly Breaking) Eva kan till slut inte stå pall, bokstavligt talat och avsäger sig alla sina poster och uppdrag. (Eva's Final Broadcast)
I en tillbakablick sammanfattas Evas väg till var hon är idag. (Montage) Föreställningen avslutas med Evas klagan (Lament) där hon kommenterar sina val och sitt liv.